# Avenir de la Culture
 (mai 2009).
Si vous disposez d'ouvrages ou d'articles de référence ou si vous connaissez des sites web de qualité traitant du thème abordé ici, merci de compléter l'article en donnant les références utiles à sa vérifiabilité et en les liant à la section « Notes et références ».
Avenir de la Culture est une association loi de 1901 française, fondée en 1986, pour "l'assainissement moral et culturel des médias", d'inspiration catholique traditionaliste. Elle émane du mouvement d'origine brésilienne « Tradition Famille Propriété ».

## Création et activité
Selon Libération, l'association a été créée pour recruter sur la base de thématiques catholiques acceptables des membres pour l'association Tradition Famille Propriété (TFP), après que celle-ci ait échoué à convaincre en utilisant des motifs trop frontaux et qu'elle ait perdu de sa réputation après sa condamnation en 1982 pour la tenue sectaire de son école Saint-Benoît.
Elle comporte parmi ses fondateurs Michel Verspieren, un ancien assureur issu d'une des familles les plus riches de France, qui a quitté l'association après un désaccord avec la direction brésilienne de TFP, et aurait bénéficié en 1998 d'un budget de fonctionnement de 4 millions de francs, selon le centre Roger-Ikor.
Ce mouvement s'oppose à l'homosexualité, au féminisme et au communautarisme Queer ou ethnique et à la science ; il est également contre le progressisme et la diversité (culturelle, ethnique, sexuelle), qu'il inclut dans l'idéologie dite "woke" ou "islamo-gauchiste". Il accuse les mouvements anti-discrimination et l'immigration de mettre en danger la société.[réf. nécessaire]
Il s'oppose en 1998 à la création du PACS qu'il décrit comme  le « mariage homosexuel » en inondant Matignon de cartes postales de protestation aux signatures douteuses. En 2022, il lance une campagne contre la création d'une mosquée à Metz, là encore avec une pétition rassemblant 440 000 signatures douteuses.
Ses pratiques en matière de mailing protestataires et de collecte de fonds sont jugées très agressives, et lui valent la condamnation morale de l'épiscopat français qui a souligné, à l'occasion d'une campagne postale visant à mobiliser contre l'émission le Bonheur de la vie sur FR3, que « l'association n'[étai]t pas habilitée à parler au nom de l'Eglise ».

### Objectif trompeur des campagnes de collecte de fonds
En 2006, la Miviludes analyse les techniques et circuits de collecte de fonds d'Avenir de la culture, de TFP et d'organisations satellites. Elle relève le nombre de plaintes accumulées contre ces associations et les difficultés à qualifier juridiquement leurs actions. Pour elle, les collectes de fonds déployées de façon professionnelle ont un but exclusivement financier, et ne visent pas à financer un projet associatif ni les actions annoncées, tels que les campagnes de publipostage qui atteignent leurs objectifs dès lors que les courriers sont reçus.

### Accusations de sectarisme
Les deux organisations ont été citées dans le rapport fait par la Commission d'enquête parlementaire sur les sectes de 1995, qui la qualifie de mouvement pseudo-catholique au vu des remontées faites par l'ADFI.
Elles sont encore qualifiées de secte en 1999 dans le rapport parlementaire sur Les sectes et l'argent. Le rapporteur y note que les présidents et trésoriers de chacune des associations sont rémunérés par l'autre association.
En 2004, Jean-Philippe Catonné, enseignant universitaire et membre de l'Union rationaliste, l'analyse comme étant une secte intégriste, au même titre que TFP.
Pour la Miviludes en 2006, les aspects suivants relèvent du risque de dérives sectaires : 
- « croissance des exigences vis-à-vis des personnes associées aux campagnes thématiques,
- opacité des structures, forte hiérarchisation et implication de quelques personnages clefs dans le management de l’ensemble,
- conditions incertaines d’emploi au sein de l’imprimerie et au niveau des tâches matérielles de publipostage,
- forte réactivité à l’égard des pouvoirs publics en cas de contrôle ou d’engagement d’une procédure judiciaire,
- absence de transparence dans la destination des fonds collectés,
- distorsion entre objet annoncé des campagnes et destination réelle des sommes recueillies,
- tromperie des personnes sollicitées par publipostage puis, éventuellement, par contact direct »[5].

## Condamnation judiciaire
En janvier 1998, l'association est condamnée aux dépens et à 6 000 euros de dommages et intérêts pour avoir attaqué avec TFP pour diffamation deux diocèses ayant reproduit un article du JDD indiquant « Après avoir participé activement à la répression politico-militante au Brésil, en Argentine, au Chili, l'organisation internationale d'extrême droite TFP soutient l'apartheid en Afrique du Sud».